# Giovanni II del Monferrato
Giovanni II Paleologo (5 febbraio 1321 – 19 marzo 1372) fu marchese del Monferrato.

## Biografia

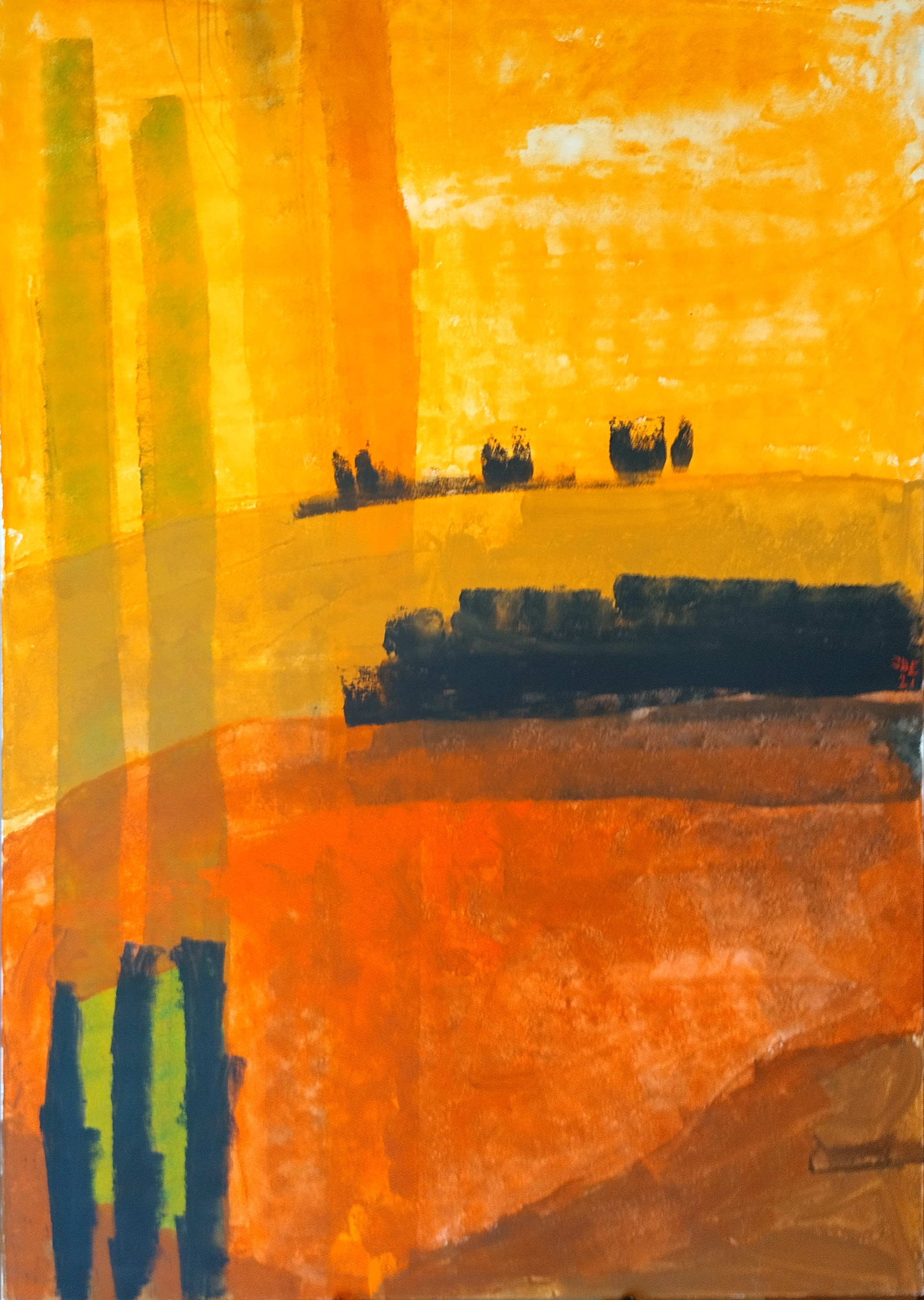
Maglia di Bianchetto, coniato dalla zecca di Moncalvo sotto il marchesato di Giovanni II.

Figlio del marchese Teodoro I, Giovanni venne accostato al governo dal padre già dal 1336. La morte del padre nel 1338 comportò la sua ascesa al trono e da quell'anno, con alterne fortune, Giovanni II tenterà di estendere i domini del marchesato a danni dei signori confinanti.  Nel 1337 Giovanni II si sposò in primo matrimonio con la contessa d'Astarac, Cecilia de Cominges. 
Con l'aiuto del cugino Ottone IV di Brunswick-Grubenhagen, Giovanni si rivolse contro gli angioini del Piemonte e i Savoia. Il 9 ottobre 1338 Giovanni venne nominato governatore di Asti. Il 22 aprile 1345, nella battaglia di Gamenario, Giovanni sconfisse definitivamente il vicario angioino Reforza d'Angoult.
Con il tacito appoggio di Luchino Visconti, Giovanni riuscì ad occupare Alba, Bra, Valenza e nel 1348 Cuneo. La sua potenza si accrebbe dal 1355, quando accompagnò l'imperatore Carlo IV di Lussemburgo in Italia: da quel momento divenne padrone di Cherasco, Novara e Pavia.
Perso però l'appoggio imperiale dopo il matrimonio contratto a Montpellier il 4 settembre 1358 con Elisabetta di Maiorca, Giovanni dovette fronteggiare l'attacco degl'imperiali e dei Visconti, conflitto che si concluderà con la restituzione dei territori occupati da Giovanni nel Pavese in favore dei possedimenti viscontei nell'astigiano. Ma la situazione gli era sfavorevole: molti dei suoi vassalli passarono dalla parte dei più potenti Visconti.
Dopo la vittoria della compagnia di ventura dei Tard-Venus a Brignais (6 aprile 1362) sull'armata del re di Francia Giovanni II, comandata dal conte de la Marche Giacomo I, e la presa di Pont-Saint-Esprit da parte dei mercenari, che stavano devastando Borgogna e Linguadoca e minacciavano Avignone, papa Urbano V diede a Giovanni a 60.000 fiorini d'oro affinché assumesse al suo soldo una gran parte di questi briganti, cosa che egli fece sottoponendoli a disciplina.

Giovanni II fece testamento nel 1372: in tale atto egli conferì ad Ottone di Brunswick e ad Amedeo VI di Savoia il compito di educare i propri figli. Giovanni II morì nello stesso anno. Il suo corpo riposa a Chivasso.

## Discendenza
Dal matrimonio con Elisabetta di Maiorca nacquero:
- Ottone detto Secondotto (1358 – 1378), suo diretto successore;
- Margherita (c. 1360 – 1420), andata sposa nel 1375 a Pietro II di Urgell;
- Giovanni (1361 – 1381), marchese di Monferrato dopo il fratello Ottone con il nome di Giovanni III del Monferrato;
- Teodoro (1364 – 1418), marchese di Monferrato dopo i fratelli Ottone e Giovanni, con il nome di Teodoro II del Monferrato;
- Guglielmo (1365 – 1400).

## Ascendenza
|                            |                 |                              | Genitori                    |  |  | Nonni |  |  | Bisnonni               |  |  | Trisnonni           |  |
|                            |                 |                              |                             |  |  |       |  |  | Michele VIII Paleologo |  |  | Andronico Paleologo |  |
|                            |                 |                              |                             |  |  |       |  |  | Michele VIII Paleologo |  |  | Andronico Paleologo |  |
|                            |                 | Teodora Angelina Paleologina |                             |  |  |       |  |  | Michele VIII Paleologo |  |  |                     |  |
| Andronico II Paleologo     |                 |                              |                             |  |  |       |  |  | Michele VIII Paleologo |  |  |                     |  |
|                            |                 | Teodora Ducas Vatatzina      | …                           |  |  |       |  |  |                        |  |  |                     |  |
|                            |                 | Teodora Ducas Vatatzina      | …                           |  |  |       |  |  |                        |  |  |                     |  |
|                            |                 | Teodora Ducas Vatatzina      | …                           |  |  |       |  |  |                        |  |  |                     |  |
| Teodoro I del Monferrato   |                 | Teodora Ducas Vatatzina      |                             |  |  |       |  |  |                        |  |  |                     |  |
|                            |                 | Guglielmo VII del Monferrato | Bonifacio II del Monferrato |  |  |       |  |  |                        |  |  |                     |  |
|                            |                 | Guglielmo VII del Monferrato | Bonifacio II del Monferrato |  |  |       |  |  |                        |  |  |                     |  |
|                            |                 | Guglielmo VII del Monferrato | Margherita di Savoia        |  |  |       |  |  |                        |  |  |                     |  |
| Violante di Monferrato     |                 | Guglielmo VII del Monferrato |                             |  |  |       |  |  |                        |  |  |                     |  |
|                            |                 | Beatrice di Castiglia        | Alfonso X di Castiglia      |  |  |       |  |  |                        |  |  |                     |  |
|                            |                 | Beatrice di Castiglia        | Alfonso X di Castiglia      |  |  |       |  |  |                        |  |  |                     |  |
|                            |                 | Beatrice di Castiglia        | Violante d'Aragona          |  |  |       |  |  |                        |  |  |                     |  |
| Giovanni II del Monferrato |                 | Beatrice di Castiglia        |                             |  |  |       |  |  |                        |  |  |                     |  |
|                            | Corrado Spinola | …                            |                             |  |  |       |  |  |                        |  |  |                     |  |
|                            | Corrado Spinola | …                            |                             |  |  |       |  |  |                        |  |  |                     |  |
|                            | Corrado Spinola | …                            |                             |  |  |       |  |  |                        |  |  |                     |  |
| Opizzino Spinola           | Corrado Spinola |                              |                             |  |  |       |  |  |                        |  |  |                     |  |
|                            |                 | Argentina Fieschi            | …                           |  |  |       |  |  |                        |  |  |                     |  |
|                            |                 | Argentina Fieschi            | …                           |  |  |       |  |  |                        |  |  |                     |  |
|                            |                 | Argentina Fieschi            | …                           |  |  |       |  |  |                        |  |  |                     |  |
| Argentina Spinola          |                 | Argentina Fieschi            |                             |  |  |       |  |  |                        |  |  |                     |  |
|                            |                 | Tommaso I di Saluzzo         | Manfredo III di Saluzzo     |  |  |       |  |  |                        |  |  |                     |  |
|                            |                 | Tommaso I di Saluzzo         | Manfredo III di Saluzzo     |  |  |       |  |  |                        |  |  |                     |  |
|                            |                 | Tommaso I di Saluzzo         | Beatrice di Savoia          |  |  |       |  |  |                        |  |  |                     |  |
| Violante di Saluzzo        |                 | Tommaso I di Saluzzo         |                             |  |  |       |  |  |                        |  |  |                     |  |
|                            |                 | Luisa di Ceva                | Giorgio di Ceva             |  |  |       |  |  |                        |  |  |                     |  |
|                            |                 | Luisa di Ceva                | Giorgio di Ceva             |  |  |       |  |  |                        |  |  |                     |  |
|                            |                 | Luisa di Ceva                | …                           |  |  |       |  |  |                        |  |  |                     |  |
|                            |                 | Luisa di Ceva                |                             |  |  |       |  |  |                        |  |  |                     |  |